# Луцій Ліциній Лукулл (консул 151 року до н. е.)
Луцій Ліциній Лукулл (лат. Lucius Licinius Lucullus; 200 до н. е./191 до н. е. — після 142 до н. е.) — політичний, державний та військовий діяч Римської республіки, консул 151 року до н. е.

## Життєпис
Походив з плебейського роду Ліциніїв. Син Луція Ліцинія Лукулла, курульного еділа 202 року до н. е. Про молоді роки немає відомостей.
У 151 році до н. е. його обрано консулом разом з Авлом Постумієм Альбіном. Сенат скерував його до Ближньої Іспанії. Тут Лукулл, у ході Другої Кельтіберської війни, спровокував зіткнення з кельтіберським племенем ваккеїв, після чого сплюндрував їхні землі.
У 150 році до н. е. як проконсул керував провінцією Дальня Іспанія та намагався приборкати плем'я лузітан під час Віріатової війни. Тут він проводив жорстоку політику, яка на деякий час дала результати. Втім згодом Лукулл нічого не зміг протидіяти військам Віріата. У 149 або 148 роках до н. е. його було відізвано сенатом до Риму. Тут Лукулл наказав збудувати у кварталі Велабр храм Феліцітас, який було освячено у 142 році до н. е. Подальша доля Луція Ліцинія Лукулла невідома.

## Родина
- Луцій Ліциній Лукулл, претор 104 року до н. е.